# Chikkanahalli, Chik Ballapur
Chikkanahalli là một làng thuộc tehsil Chik Ballapur, huyện Kolar, bang Karnataka, Ấn Độ.